# Liste des maires de Saint-Herblain
La liste des maires de Saint-Herblain présente la liste des maires de la commune française de Saint-Herblain, située dans le département de la Loire-Atlantique en région Pays de la Loire.

## La mairie

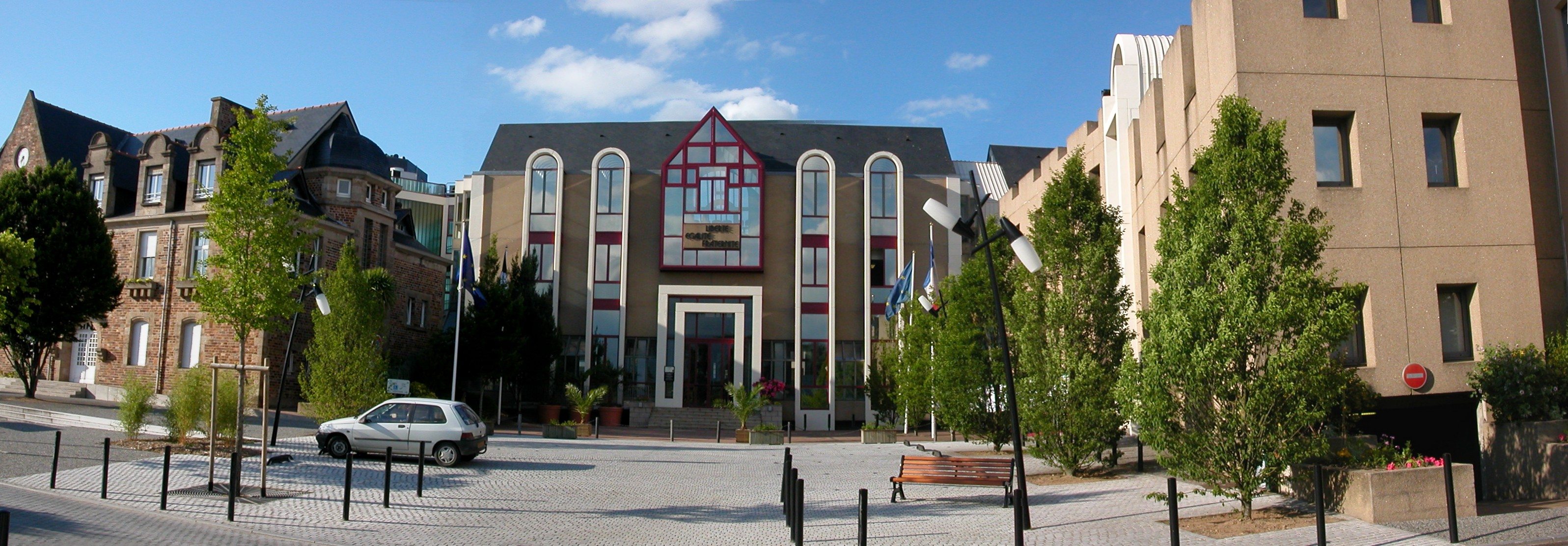
La mairie en 2008.

## Liste des maires

### Entre 1800 et 1944
| Période         | Période          | Identité                                                       | Étiquette | Qualité |
| --------------- | ---------------- | -------------------------------------------------------------- | --------- | --- |
| février 1800    | novembre 1807    | Pierre Loyer                                                   |           | Laboureur à la Botardière |
| novembre 1807   | janvier 1826     | Jean-Baptiste Guitton                                          |           | Propriétaire à la Bourgonnière puis à la Changetterie                                                                                            |
| janvier 1826    | janvier 1827     | Charles de la Vallée de Pimodan                                |           | Officier de cavalerie, colonel Propriétaire du château de la Rivaudière                                                                          |
| août 1827       | août 1830        | Hippolyte de Regnon (1785-1863)                                |           | Sous-préfet des Sables-d'Olonne Propriétaire du château de la Paclais Conseiller général de la Loire-Inférieure Chevalier de la Légion d'honneur |
| août 1830       | septembre 1830   | Jean-Baptiste Gémon (1769-1843)                                |           | Capitaine de vaisseau, propriétaire à la Solvardière                                                                                             |
| septembre 1830  | mai 1833         | Henri Toché                                                    |           | Négociant à Nantes |
| juin 1833       | novembre 1833    | Émile Wack                                                     |           | Courtier en marchandises |
| novembre 1833   | mai 1834         | François Goillandeau                                           |           | Maître couvreur Médaillé de Sainte-Hélène |
| mai 1834        | août 1835        | Paul Devin                                                     |           | Docteur en médecine, propriétaire |
| août 1835       | septembre 1838   | Pierre Lechat (1784-1857)                                      |           | Cultivateur à la Bégraisière |
| janvier 1839    | août 1839        | Jean Dumoulin                                                  |           | Cultivateur à la Patissière |
| août 1839       | septembre 1840   | Jean Durance                                                   |           | Laboureur, pêcheur et aubergiste à Roche-Maurice                                                                                                 |
| septembre 1840  | janvier 1844     | Ferdinand Alexandre Boutillier                                 |           | Négociant, marchand de draps à Nantes, né à Amiens Propriétaire à la Hachère                                                                     |
| mars 1844       | mars 1848        | Julien Maisonneuve                                             |           | Avocat à Nantes Propriétaire du château de la Garotterie                                                                                         |
| mars 1848       | mai 1848         | Ferdinand Alexandre Boutillier                                 |           | Négociant, marchand de draps à Nantes, né à Amiens Propriétaire à la Hachère                                                                     |
| mai 1848        | août 1848        | Paul Devin                                                     |           | Docteur en médecine, propriétaire |
| août 1848       | mars 1849        | Ferdinand Alexandre Boutillier                                 |           | Négociant, marchand de draps à Nantes, né à Amiens Propriétaire à la Hachère                                                                     |
| avril 1849      | mars 1851        | Paul Devin                                                     |           | Docteur en médecine, propriétaire |
| mars 1851       | avril 1851       | François Boutin                                                |           | Cultivateur à la Harlière |
| avril 1851      | mai 1852         | François Varsavaux de Henlée                                   |           | Propriétaire du domaine de la Galonnière |
| juin 1852       | novembre 1852    | Charles Thébaud                                                |           | Forgeron au bourg de Saint-Herblain |
| novembre 1852   | septembre 1865   | Jean-Louis Berthelot                                           |           | Épicier, négociant |
| 25 août 1865    | 10 juillet 1882  | Alexandre Turpin                                               |           | Docteur en médecine à Nantes Démissionnaire |
| 20 juillet 1882 | 30 juin 1908     | Humbert Maillard de la Gournerie (1839-1911)                   |           | Officier de cavalerie Propriétaire du château de la Gournerie                                                                                    |
| 19 juillet 1908 | juillet 1909     | Joseph de Sallier Dupin                                        |           | Propriétaire du château de l'Aisnerie Démissionnaire                                                                                             |
| 1er août 1909   | 1er janvier 1911 | Humbert Maillard de la Gournerie (1839-1911)                   |           | Officier de cavalerie Propriétaire du château de la Gournerie Décédé en fonction                                                                 |
| 26 février 1911 | 15 janvier 1944  | Eugène Maillard de la Gournerie (1873-1944, fils du précédent) |           | Lieutenant de dragons Propriétaire du château de la Gournerie Nommé par le préfet le 27 mars 1941 Décédé en fonction                             |

### Depuis 1944
| Période           | Période           | Identité                  | Étiquette    | Qualité |
| ----------------- | ----------------- | ------------------------- | ------------ | --- |
| 19 janvier 1944   | juin 1944         | Pierre Biard              |              | Chef ouvrier à l'arsenal d'Indret Nommé par le préfet |
| 30 juin 1944      | 26 septembre 1944 | Henri Viot                |              | Industriel, propriétaire du château du Grand Carcouët Nommé par le préfet |
| 26 septembre 1944 | mars 1959         | Alfred Corlay (1907-2003) |              | Docteur en médecine |
| mars 1959         | 18 mars 1977      | Michel Chauty             | UDR puis RPR | Représentant de commerce Sénateur de la Loire-Atlantique (1965 → 1992) Conseiller régional des Pays de la Loire (1973 → 1986) Conseiller général de Nantes-VII (1966 → 1970) |
| 18 mars 1977      | 20 mars 1989      | Jean-Marc Ayrault         | PS           | Professeur d'allemand Conseiller général de Saint-Herblain (1976 → 1982) Député de la Loire-Atlantique (1986 → 2012) |
| 20 mars 1989      | 6 avril 2014      | Charles Gautier           | PS           | Ingénieur agronome Inspecteur national de l'enseignement agricole Sénateur de la Loire-Atlantique (2001 → 2011) Conseiller régional des Pays de la Loire (1986 → 1989) Conseiller général de Saint-Herblain-Est (1982 → 2001) Vice-président du District de l'agglomération nantaise puis de la Communauté urbaine de Nantes |
| 6 avril 2014      | En cours          | Bertrand Affilé           | PS           | Professeur de sciences économiques et sociales Premier adjoint au maire (2008 → 2014) 2e vice-président de Nantes Métropole (2014 → ) Réélu pour le mandat 2020-2026, |

## Conseil municipal actuel
Les 43 sièges composant le conseil municipal ont été pourvus le 28 juin 2020 à l'issue du second tour de scrutin. Actuellement, il est réparti comme suit : 

## Résultats des élections municipales

### Élection municipale de 2020
| Tête de liste                                      | Tête de liste            | Liste                    | Premier tour | Premier tour | Second tour | Second tour | Sièges | Sièges |
| Tête de liste                                      | Tête de liste            | Liste                    | Voix         | %            | Voix        | %           | CM     | CC     |
| -------------------------------------------------- | ------------------------ | ------------------------ | ------------ | ------------ | ----------- | ----------- | ------ | ------ |
|                                                    | Bertrand Affilé *        | PS-PCF-PRG-GRS-DVG (UG)  | 4 114        | 43,55        | 3 555       | 43,19       | 31     | 5      |
| Avec vous Saint-Herblain, ville verte et solidaire |                          |                          | 4 114        | 43,55        | 3 555       | 43,19       | 31     | 5      |
|                                                    | Jean-François Tallio     | EÉLV-LFI-UDB-GÉ-DVG      | 2 861        | 30,28        | 2 694       | 32,73       | 7      | 1      |
| Saint-Herblain en commun                           |                          |                          | 2 861        | 30,28        | 2 694       | 32,73       | 7      | 1      |
|                                                    | Matthieu Annereau        | LREM-MoDem-Agir-MR-PB    | 2 471        | 26,15        | 1 983       | 24,09       | 5      | 1      |
| Entendre et agir ensemble pour Saint-Herblain      |                          |                          | 2 471        | 26,15        | 1 983       | 24,09       | 5      | 1      |
|                                                    |                          |                          |              |              |             |             |        |        |
| Votes exprimés                                     | Votes exprimés           | Votes exprimés           | 9 446        | 95,46        | 8 232       | 97,01       |        |        |
| Votes blancs                                       | Votes blancs             | Votes blancs             | 249          | 2,52         | 154         | 1,81        |        |        |
| Votes nuls                                         | Votes nuls               | Votes nuls               | 200          | 2,02         | 100         | 1,18        |        |        |
| Total                                              | Total                    | Total                    | 9 895        | 100,00       | 8 486       | 100,00      | 43     | 7      |
| Abstentions                                        | Abstentions              | Abstentions              | 21 560       | 68,54        | 22 993      | 73,04       |        |        |
| Inscrits / participation                           | Inscrits / participation | Inscrits / participation | 31 455       | 31,46        | 31 479      | 26,96       |        |        |
| * Liste du maire sortant                           |                          |                          |              |              |             |             |        |        |

### Élection municipale de 2014
| Tête de liste                                                      | Tête de liste     | Liste                         | Premier tour | Premier tour | Second tour | Second tour | Sièges | Sièges |
| Tête de liste                                                      | Tête de liste     | Liste                         | Voix         | %            | Voix        | %           | CM     | CC     |
| ------------------------------------------------------------------ | ----------------- | ----------------------------- | ------------ | ------------ | ----------- | ----------- | ------ | ------ |
|                                                                    | Bertrand Affilé   | PS-PCF-EELV-PRG-UDB-ESHA (UG) | 6 689        | 44,14        | 7 311       | 46,71       | 32     | 6      |
| Avec vous Saint-Herblain engagée et solidaire                      |                   |                               | 6 689        | 44,14        | 7 311       | 46,71       | 32     | 6      |
|                                                                    | Matthieu Annereau | UMP-PCD-DVD                   | 4 549        | 30,01        | 5 564       | 35,55       | 8      | 1      |
| Voir autrement Saint-Herblain                                      |                   |                               | 4 549        | 30,01        | 5 564       | 35,55       | 8      | 1      |
|                                                                    | Myriam Gandolphe  | UDI                           | 2 391        | 15,77        | 1 574       | 10,05       | 2      | 0      |
| Ensemble, réveillons Saint-Herblain                                |                   |                               | 2 391        | 15,77        | 1 574       | 10,05       | 2      | 0      |
|                                                                    | Primaël Petit     | Breizhistance-NPA-GA-PG-ALT   | 1 525        | 10,06        | 1 201       | 7,67        | 1      | 0      |
| Saint-Herblain à gauche toute ! Sant Ervlan a-gleiz penn da benn ! |                   |                               | 1 525        | 10,06        | 1 201       | 7,67        | 1      | 0      |
|                                                                    |                   |                               |              |              |             |             |        |        |
| Inscrits                                                           | Inscrits          | Inscrits                      | 32 031       | 100,00       | 32 031      | 100,00      |        |        |
| Abstentions                                                        | Abstentions       | Abstentions                   | 15 897       | 49,63        | 15 696      | 49,00       |        |        |
| Votants                                                            | Votants           | Votants                       | 16 134       | 50,37        | 16 335      | 51,00       |        |        |
| Blancs et nuls                                                     | Blancs et nuls    | Blancs et nuls                | 980          | 6,07         | 685         | 4,19        |        |        |
| Exprimés                                                           | Exprimés          | Exprimés                      | 15 154       | 93,93        | 15 650      | 95,81       |        |        |

### Élection municipale de 2008
|                                 | Charles Gautier *    | PS-PCF-LV-PRG-UDB-ESHA (UG) | 9 251  | 56,86  | 35 |  |  |  |
| Innover, protéger, participer   |                      |                             | 9 251  | 56,86  | 35 |  |  |  |
|                                 | Philippe Torrès      | UMP                         | 3 156  | 19,40  | 4  |  |  |  |
| Élan populaire herblinois       |                      |                             | 3 156  | 19,40  | 4  |  |  |  |
|                                 | Jean-Yves Bocher     | MoDem-PRV                   | 1 986  | 12,21  | 3  |  |  |  |
| Saint-Herblain pour tous        |                      |                             | 1 986  | 12,21  | 3  |  |  |  |
|                                 | Jacques Caillaud     | Emgann-LCR-ALT              | 1 257  | 7,73   | 1  |  |  |  |
| Saint-Herblain à gauche toute ! |                      |                             | 1 257  | 7,73   | 1  |  |  |  |
|                                 | François Beillevaire | DVG                         | 619    | 3,80   | 0  |  |  |  |
| L'Homme d'abord                 |                      |                             | 619    | 3,80   | 0  |  |  |  |
|                                 |                      |                             |        |        |    |  |  |  |
| Inscrits                        | Inscrits             | Inscrits                    | 30 862 | 100,00 |    |  |  |  |
| Abstentions                     | Abstentions          | Abstentions                 | 14 151 | 45,85  |    |  |  |  |
| Votants                         | Votants              | Votants                     | 16 711 | 54,15  |    |  |  |  |
| Blancs ou nuls                  | Blancs ou nuls       | Blancs ou nuls              | 442    | 2,64   |    |  |  |  |
| Exprimés                        | Exprimés             | Exprimés                    | 16 269 | 97,36  |    |  |  |  |
| * Liste du maire sortant        |                      |                             |        |        |    |  |  |  |

### Élection municipale de 2001
| Tête de liste                            | Tête de liste     | Liste                      | Premier tour | Premier tour | Second tour | Second tour | Sièges | Sièges |
| Tête de liste                            | Tête de liste     | Liste                      | Voix         | %            | Voix        | %           | CM     |        |
| ---------------------------------------- | ----------------- | -------------------------- | ------------ | ------------ | ----------- | ----------- | ------ | ------ |
|                                          | Charles Gautier * | PS-PCF-LV-PRG-MDC (G. pl.) | 7 076        | 49,54        | 6 384       | 46,13       | 32     |        |
| S'engager pour Saint-Herblain            |                   |                            | 7 076        | 49,54        | 6 384       | 46,13       | 32     |        |
|                                          | Jean-Yves Bocher  | UDF-RPR (UD)               | 3 882        | 27,18        | 4 010       | 28,98       | 6      |        |
| Audace et alternance Saint-Herblain 2001 |                   |                            | 3 882        | 27,18        | 4 010       | 28,98       | 6      |        |
|                                          | Pierre Tréguier   | LV-UDB-ALT                 | 3 325        | 23,28        | 3 444       | 24,89       | 5      |        |
| Avec vous, Saint-Herblain autrement      |                   |                            | 3 325        | 23,28        | 3 444       | 24,89       | 5      |        |
|                                          |                   |                            |              |              |             |             |        |        |
| Inscrits                                 | Inscrits          | Inscrits                   | 28 079       | 100,00       | 28 080      | 100,00      |        |        |
| Abstentions                              | Abstentions       | Abstentions                | 12 986       | 46,25        | 13 812      | 49,19       |        |        |
| Votants                                  | Votants           | Votants                    | 15 093       | 53,75        | 14 268      | 50,81       |        |        |
| Blancs ou nuls                           | Blancs ou nuls    | Blancs ou nuls             | 810          | 5,37         | 430         | 3,01        |        |        |
| Exprimés                                 | Exprimés          | Exprimés                   | 14 283       | 94,63        | 13 838      | 96,99       |        |        |
| * Liste du maire sortant                 |                   |                            |              |              |             |             |        |        |

### Élection municipale de 1995
|                                     | Charles Gautier * | PS-PCF-LV-Radical (UG) | 8 245  | 51,11  | 33 |  |  |  |
| Saint-Herblain solidaire            |                   |                        | 8 245  | 51,11  | 33 |  |  |  |
|                                     | Patrice Le Guyon  | UDF-RPR (UD)           | 5 628  | 34,89  | 7  |  |  |  |
| Écouter et agir pour Saint-Herblain |                   |                        | 5 628  | 34,89  | 7  |  |  |  |
|                                     | Monique Pradier   | CES                    | 2 258  | 14,00  | 3  |  |  |  |
| Ensemble Saint-Herblain autrement   |                   |                        | 2 258  | 14,00  | 3  |  |  |  |
|                                     |                   |                        |        |        |    |  |  |  |
| Inscrits                            | Inscrits          | Inscrits               | 29 530 | 100,00 |    |  |  |  |
| Abstentions                         | Abstentions       | Abstentions            | 12 986 | 43,98  |    |  |  |  |
| Votants                             | Votants           | Votants                | 16 544 | 56,02  |    |  |  |  |
| Blancs ou nuls                      | Blancs ou nuls    | Blancs ou nuls         | 413    | 2,49   |    |  |  |  |
| Exprimés                            | Exprimés          | Exprimés               | 16 131 | 97,50  |    |  |  |  |
| * Liste du maire sortant            |                   |                        |        |        |    |  |  |  |

### Élection municipale de 1989
|                                         | Charles Gautier | PS-PCF-MRG (UG)  | 11 381 | 66,93  | 36 |  |  |  |
| Liste d'union de gauche pour le progrès |                 |                  | 11 381 | 66,93  | 36 |  |  |  |
|                                         | Paul Coquet     | UDF-RPR-DVD (UD) | 5 623  | 33,07  | 7  |  |  |  |
| Saint-Herblain demain                   |                 |                  | 5 623  | 33,07  | 7  |  |  |  |
|                                         |                 |                  |        |        |    |  |  |  |
| Inscrits                                | Inscrits        | Inscrits         | 28 504 | 100,00 |    |  |  |  |
| Abstentions                             | Abstentions     | Abstentions      | 10 797 | 37,88  |    |  |  |  |
| Votants                                 | Votants         | Votants          | 17 707 | 62,12  |    |  |  |  |
| Nuls                                    | Nuls            | Nuls             | 703    | 2,46   |    |  |  |  |
| Exprimés                                | Exprimés        | Exprimés         | 17 004 | 59,65  |    |  |  |  |

### Élection municipale de 1983
|                                                            | Jean-Marc Ayrault * | PS-PCF-MRG-UDB-AÉ (UG) | 19 409 | 60,38  | 35 |  |  |  |
| Liste d'union de la gauche pour la majorité présidentielle |                     |                        | 19 409 | 60,38  | 35 |  |  |  |
|                                                            | Paul Coquet         | UDF-RPR-GEP (UD)       | 6 028  | 39,62  | 8  |  |  |  |
| Saint-Herblain autrement                                   |                     |                        | 6 028  | 39,62  | 8  |  |  |  |
|                                                            |                     |                        |        |        |    |  |  |  |
| Inscrits                                                   | Inscrits            | Inscrits               | 25 291 | 100,00 |    |  |  |  |
| Abstentions                                                | Abstentions         | Abstentions            | 7 650  | 30,25  |    |  |  |  |
| Votants                                                    | Votants             | Votants                | 17 641 | 69,75  |    |  |  |  |
| Nuls                                                       | Nuls                | Nuls                   | 1 404  | 5,55   |    |  |  |  |
| Exprimés                                                   | Exprimés            | Exprimés               | 16 237 | 64,20  |    |  |  |  |
| * Liste du maire sortant                                   |                     |                        |        |        |    |  |  |  |

### Élection municipale de 1977
|                                          | Jean-Marc Ayrault | PS-PCF-MRG-UDB (UG) | 8 258  | 56,54  | 31 |  |  |  |
| Liste d'union de la gauche               |                   |                     | 8 258  | 56,54  | 31 |  |  |  |
|                                          | Michel Chauty *   | RPR-DVD (UD)        | 6 348  | 43,46  |    |  |  |  |
| Liste d'action pour la qualité de la vie |                   |                     | 6 348  | 43,46  |    |  |  |  |
|                                          |                   |                     |        |        |    |  |  |  |
| Inscrits                                 | Inscrits          | Inscrits            | 20 183 | 100,00 |    |  |  |  |
| Abstentions                              | Abstentions       | Abstentions         | 5 323  | 26,37  |    |  |  |  |
| Votants                                  | Votants           | Votants             | 14 860 | 73,62  |    |  |  |  |
| Exprimés                                 | Exprimés          | Exprimés            | 14 606 | 72,37  |    |  |  |  |
| * Liste du maire sortant                 |                   |                     |        |        |    |  |  |  |

### Élection municipale de 1971
|                                                                | Michel Chauty * | UDR-MOD     | 4 700  | 60,61  | 27 |  |  |  |
| Liste d'union pour la démocratie et le progrès social          |                 |             | 4 700  | 60,61  | 27 |  |  |  |
|                                                                | Philippe Dehan  | PS-RAD      | 1 638  | 21,12  |    |  |  |  |
| Liste d'action municipale pour l'expansion de Saint-Herblain   |                 |             | 1 638  | 21,12  |    |  |  |  |
|                                                                | Marcel Faugère  | PCF         | 1 411  | 18,19  |    |  |  |  |
| Liste d'union pour une gestion sociale moderne et démocratique |                 |             | 1 411  | 18,19  |    |  |  |  |
|                                                                |                 |             |        |        |    |  |  |  |
| Inscrits                                                       | Inscrits        | Inscrits    | 11 896 | 100,00 |    |  |  |  |
| Abstentions                                                    | Abstentions     | Abstentions | -      | -      |    |  |  |  |
| Votants                                                        | Votants         | Votants     | -      | -      |    |  |  |  |
| Exprimés                                                       | Exprimés        | Exprimés    | 7 754  | 65,18  |    |  |  |  |
| * Liste du maire sortant                                       |                 |             |        |        |    |  |  |  |